# 望德圣母堂 (罗马)
望德圣母堂（義大利語：Chiesa di Santa Maria della Speranza）是一个罗马天主教领衔堂区，位于意大利罗马第9区阿皮奥-拉丁诺区（Appio-Latino）新萨拉里奥区（Nuovo Salario）的弗拉德莱托广场（Piazza A. Fradeletto）。
1988年开始奠基，1995年建成，同年12月10日，加彌祿·鲁伊尼枢机祝圣了新堂。
堂区由安杰洛·戴尔·阿夸尔（Angelo Dell'Acqua）枢机创立于1968年，交给慈幼会：在新教堂建造之前，弥撒在附近的慈幼大学（Salesian Pontifical University）举行。
1970年，教宗保禄六世曾访问该堂，在他演讲时，在旁观者中邀请了嘉祿·若瑟·沃伊蒂瓦枢机（未来的教宗若望保禄二世）；反过来，这位教宗也受到当时附近的慈幼大学教授、未来的国务枢机卿達濟斯·貝爾托內枢机的欢迎。若望保禄二世在1997年再度访问该堂。
望德圣母堂的现任領銜司鐸是奧斯卡·羅德里格斯·馬拉迪亞加。